# Cheshmeh Sefīd (ort i Kermanshah, lat 33,93, long 46,48)
Cheshmeh Sefīd (persiska: چشمه سفید, Bāskeleh-ye Cheshmeh Sefīd) är en ort i Iran.   Den ligger i provinsen Kermanshah, i den västra delen av landet, 500 km väster om huvudstaden Teheran. Cheshmeh Sefīd ligger 1 456 meter över havet och antalet invånare är 215.
Terrängen runt Cheshmeh Sefīd är kuperad. Runt Cheshmeh Sefīd är det ganska glesbefolkat, med 43 invånare per kvadratkilometer. Närmaste större samhälle är Eyvān, 19,7 km sydväst om Cheshmeh Sefīd. Omgivningarna runt Cheshmeh Sefīd är i huvudsak ett öppet busklandskap.